# Bredgar
Bredgar est un village et un civil parish dans le district de Swale dans le Kent, en Angleterre. Le village se trouve à environ 4 miles (6,4 km) au sud-ouest de Sittingbourne sur la route entre Tunstall et Hollingbourne. Le hameau de Bexon est inclus dans la paroisse.
Bredgar abrite la ligne privé de Bredgar and Wormshill Light Railway,avec une belle collection de locomotives et de matériel roulant et des ateliers importants. Le B&W ouvre au public à l'occasion des mois d'été pour amasser des fonds pour la charité,
L'Autoroute M2 traverse la paroisse. Sortie 5 est à environ 3 miles (5 km) à l'ouest du village.